# Adélia Prado
Adélia Luzia Prado de Freitas, plus connue simplement comme Adélia Prado (Divinópolis, 13 décembre 1935), est une poétesse, enseignante, philosophe et écrivaine brésilienne liée au modernisme.
Elle est lauréat du prix Camões (2024).

## Biographie
Adélia Luzia Prado Freitas est née à Divinópolis, Minas Gerais, dans une famille ouvrière.
En 1976, elle envoie le manuscrit de son livre Bagagem au célèbre critique littéraire Affonso Romano de Sant'anna, qui transmet le manuscrit à Carlos Drummond de Andrade. Celui-ci encourage la publication du livre chez Editora Imago.
Enseignante, elle travaille dans des écoles pendant 24 ans, jusqu'à ce que sa carrière d'écrivaine devienne son activité centrale.
Ses textes littéraires illustrent la vie quotidienne guidés par la foi chrétienne et imprégnés par un aspect ludique, l'une des caractéristiques de son style,. 

## Œuvres

### Poésie
- Bagagem, Imago - 1975
- O Coração Disparado, Nova Fronteira - 1978
- Terra de Santa Cruz, Nova Fronteira - 1981
- O Pelicano, Rio de Janeiro - 1987
- A Faca no Peito, Rocco - 1988
- Oráculos de Maio, Siciliano - 1999
- Louvação para uma Cor
- A duração do dia, Record - 2010

### Prose
- Solte os Cachorros, contos, Nova Fronteira - 1979
- Cacos para um Vitral, Nova Fronteira - 1980
- Os Componentes da Banda, Nova Fronteira - 1984
- O Homem da Mão Seca, Siciliano - 1994
- Manuscritos de Filipa, Siciliano - 1999
- Filandras, Record - 2001
- Quero minha mãe, Record - 2005
- Quando eu era pequena - 2006.

### Anthologie
- Mulheres & Mulheres, Nova Fronteira - 1978
- Palavra de Mulher, Fontana - 1979
- Contos Mineiros, Ática - 1984
- Poesia Reunida, Siciliano - 1991 (Bagagem, O Coração Disparado, Terra de Santa Cruz, O Pelicano e A Faca no Peito).
- Antologia da Poesia Brasileira, Embaixada do Brasil em Pequim - 1994.
- Prosa Reunida, Siciliano - 1999

### Ballet
- A Imagem Refletida - Ballet du Teatro Castro Alves - Salvador - Bahia - Direction Artistique d'Antonio Carlos Cardoso. Un poème écrit spécialement pour la composition homonyme de Gil Jardim.